# Cantó de Rougemont-le-Château

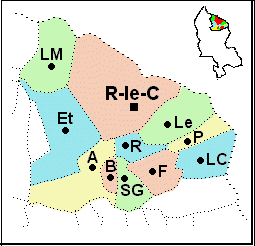
Municipis del Cantó de Rougemont-le-Château

El cantó de Rougemont-le-Château és un cantó francès del departament del Territori de Belfort, situat al districte de Belfort. Té 11 municipis i el cap és Rougemont-le-Château.

## Municipis
- A : Anjoutey
- B : Bourg-sous-Châtelet
- Et : Étueffont
- F : Felon
- LC : Lachapelle-sous-Rougemont
- LM : Lamadeleine-Val-des-Anges
- Le : Leval
- P : Petitefontaine
- R : Romagny-sous-Rougemont
- R-le-C : Rougemont-le-Château
- SG : Saint-Germain-le-Châtelet

## Història
| Data d'elecció                           | Identitat            | Partit          | Qualitat |
| ---------------------------------------- | -------------------- | --------------- | -------- |
| 1951-1976                                | Paul Robert          | MRP UDR         |          |
| 1976-1982                                | Jean-François Bailly | RPR             |          |
| 1982-2008                                | François Dupont      | PS, després MDC |          |
| 2008-                                    | Didier Vallverdu     | UMP             |          |
| les dades anteriors no són pas conegudes |                      |                 |          |
|                                          |                      |                 |          |